# باشگاه بسکتبال پالاسانسترو وارزه
باشگاه بسکتبال پالاسانسترو وارزه (ایتالیایی: Pallacanestro Varese) یک باشگاه بسکتبال در شهر وارزه، ایتالیا است. این باشگاه که در سال ۱۹۴۵ تأسیس شده در لیگ سری آ بازی می‌کند.